# Brachystelma plocamoides
Brachystelma plocamoides är en oleanderväxtart som beskrevs av Oliver. Brachystelma plocamoides ingår i släktet Brachystelma och familjen oleanderväxter. Inga underarter finns listade i Catalogue of Life.